# Jaavalo
Jaavalo, sinh ra dưới tên Juha Petri Kalevi tại Helsinki, Phần Lan vào năm 1969. Jaavalo là một nghệ sĩ đồ họa ở Helsinki, nhà thơ và nghệ sĩ thị giác. Thành phố quê hương của Espoo đã được một vài năm 1973-1993, Vantaa, Phần Lan năm 1993-1994 và một lần nữa tại Helsinki trong 1994-2014. Sống ở nước ngoài cho các nghiên cứu trường đại học trong những năm 1997-1999 và 2002-2003. Jaavalo là mức độ thực tế trong quan du lịch, nhưng nó phát hiện các việc làm của một câu hỏi khó khăn trong ngành công nghiệp, ông quyết định nghiên cứu sau đó trở thành một nhà thơ trữ tình đầy đủ.
 
Các ấn phẩm bao gồm nhiều truyện tranh (Ifolor, 2010-2012) và bộ sưu tập thơ Internet, chẳng hạn như cuốn sách Trên đường từ Espoo đến Helsinki (BoD, 2013) và được dựa trên những bài thơ của thời kỳ này.